# Anastrepha costalimai
Anastrepha costalimai är en tvåvingeart som beskrevs av Autuori 1936. Anastrepha costalimai ingår i släktet Anastrepha och familjen borrflugor. Inga underarter finns listade i Catalogue of Life.